# Nazionale maschile di rugby a 15 dell'Unione Sovietica
La nazionale di rugby a 15 dell'URSS (in russo Сборная СССР по регби?, Sbornaja SSSR po regbi) fu la selezione nazionale di rugby a 15 che fino al 1991 rappresentò l'Unione Sovietica in ambito internazionale.

## Storia
Il rugby esisteva nell'Impero russo già dagli inizi del XX secolo, lì importato dagli studenti che lo avevano conosciuto nell'Europa occidentale e dalle maestranze che stavano lavorando alla ferrovia Transiberiana; trovò terreno fertile a Krasnojarsk, in Siberia, dove tuttora ha il suo nucleo forte di appassionati e dove l'attuale nazionale russa spesso disputa i suoi incontri interni; il rugby russo sopportò il tentativo di bando zarista e rifiorì nel secondo dopoguerra sotto le insegne dell'Unione Sovietica: nacque una Federazione a metà anni cinquanta e fu istituito un campionato (lo stesso Jurij Gagarin, il primo uomo nello spazio, praticava tale disciplina sportiva e ne era appassionato, tanto da insistere perché nel centro di addestramento cosmonautico di Città delle Stelle, in seguito intitolato alla sua memoria, fosse prevista la possibilità di giocare a rugby).

– URSS al Flaminio di Roma in Coppa FIRA 1978-79

Un primo avvicinamento con il mondo occidentale si ebbe nel 1967 quando la federazione francese organizzò una visita in Unione Sovietica nel corso della quale furono programmati quattro incontri, due in Georgia e altrettanti in Russia, ma singolarmente non fu mai messa in campo una nazionale fino al 1º luglio 1974, quando l'URSS incontrò un XV della Romania.
Il primo test match fu invece un mese più tardi, a Praga, contro la Cecoslovacchia.
Attiva dal 1976 nella Coppa FIRA, il campionato europeo di rugby, l'URSS ebbe buoni risultati negli anni ottanta, piazzandosi seconda assoluta in quattro edizioni del torneo e con una vittoria a pari merito con Francia e Romania nella edizione del 1989-90, più due terzi posti.
In tale periodo era l'URSS, più che l'Italia, considerata la vera sfidante emergente delle quattro nazioni britanniche e della Francia; tra i risultati di rilievo conseguiti dai sovietici figurano una sconfitta 10-18 contro l'Inghilterra A e, a livello giovanile, un quarto posto ai Mondiali studenteschi, ottenuti per di più battendo nella fase a gironi i pari categoria della Nuova Zelanda.
Tra i giocatori messisi in luce in quel periodo figuravano il terza linea Aleksej Tichonov e l'ala Igor Mironov, gli unici due sovietici ad aver mai vestito la maglia dei Barbarians.
Nel 1987 l'URSS fu invitata a prendere parte alla prima edizione della Coppa del Mondo, ma su ordine del governo sovietico la Federazione declinò l'invito, con la motivazione ufficiale che, pur essendo il Sudafrica — all'epoca ancora in regime di apartheid — bandito dalla competizione, esso ancora era presente nell'International Rugby Football Board.
Nel 1989 la nazionale intraprese il primo e unico tour ufficiale della sua storia, una serie di cinque incontri in Inghilterra risoltasi in un pareggio e quattro sconfitte.
Con lo scioglimento dell'URSS nel 1991, tuttavia, la squadra perse un importante nucleo di rugbisti della Georgia, altra roccaforte del rugby in seno all'Unione, più altri talenti individuali provenienti da altre repubbliche; alla Russia rimase una base di 15000 praticanti, dai 35000 di cui disponeva in precedenza l'URSS.
L'ultima volta che la squadra unita fu insieme fu in occasione della Coppa FIRA 1990-92, iniziata come URSS e terminata sotto la bandiera della Comunità degli Stati Indipendenti.
L'ultimo incontro come URSS è del 17 novembre 1991 a Siviglia contro la Spagna (vittoria 19-16) nel citato torneo.

## Incontri e statistiche
| Avversario     | 1º incontro       | 1ª vittoria       | G  | V | N | P  | PF  | PS  | % V/G |
| -------------- | ----------------- | ----------------- | -- | - | - | -- | --- | --- | ----- |
| Romania        | 1º luglio 1974    | 31 maggio 1985    | 22 | 3 | 1 | 18 | 205 | 349 | 13,6  |
| Italia         | 18 novembre 1978  | 18 novembre 1978  | 13 | 9 | 1 | 3  | 162 | 150 | 69,2  |
| Cecoslovacchia | 5 agosto 1974     | 5 agosto 1974     | 6  | 4 | 0 | 2  | 112 | 45  | 66,6  |
| Spagna         | 20 maggio 1979    | 1º maggio 1985    | 6  | 2 | 0 | 4  | 55  | 122 | 33,3  |
| Germania Ovest | 17 aprile 1977    | 17 aprile 1977    | 5  | 4 | 0 | 1  | 161 | 53  | 80    |
| Zimbabwe       | 1º giugno 1986    | 2 giugno 1986     | 4  | 2 | 0 | 2  | 66  | 65  | 50    |
| Tunisia        | 5 maggio 1985     | 5 maggio 1985     | 3  | 3 | 0 | 0  | 56  | 19  | 100   |
| Polonia        | 1º ottobre 1981   | 1º ottobre 1981   | 3  | 3 | 0 | 0  | 60  | 18  | 100   |
| Francia        | 1º novembre 1982  | 1º novembre 1982  | 3  | 2 | 0 | 1  | 50  | 52  | 66,6  |
| Portogallo     | 17 maggio 1986    | 17 maggio 1986    | 2  | 2 | 0 | 0  | 79  | 9   | 100   |
| Marocco        | 11 maggio 1983    | 11 maggio 1983    | 2  | 2 | 0 | 0  | 40  | 21  | 100   |
| Jugoslavia     | 14 maggio 1978    | 14 maggio 1978    | 2  | 2 | 0 | 0  | 39  | 9   | 100   |
| Svezia         | 1º luglio 1976    | 1º luglio 1976    | 2  | 2 | 0 | 0  | 110 | 6   | 100   |
| Stati Uniti    | 25 settembre 1988 | 25 settembre 1988 | 1  | 1 | 0 | 0  | 31  | 16  | 100   |

### Comunità degli Stati Indipendenti
I due incontri disputati dalla CSI nella Coppa FIRA 1990-92:
| Bucarest 10 maggio 1992 | Romania | 34 – 6 referto | CSI | Stadio 23 Agosto |

| Mosca 28 maggio 1992 | CSI | 15 – 36 referto | Francia XV |  |

## Nazionali sorte dopo lo scioglimento dell'URSS
Il titolo sportivo e l'eredità storica della Nazionale sovietica sono passate, come in tutti gli altri sport, alla Russia.
Tuttavia esistevano già realtà locali consolidate, quali per esempio la Georgia, che aveva una propria Federazione già dal 1964, sebbene non ufficialmente riconosciuta fino al 1991, quando essa divenne espressione di uno Stato indipendente.
Oggi la Georgia è una delle squadre che, insieme alla stessa Russia, fa parte delle prime 20 del ranking International Rugby Board.
La Georgia è la prima selezione post-sovietica a guadagnare la qualificazione alla fase finale della Coppa del Mondo di rugby, nel 2003; in seguito ha partecipato anche alla Coppa del Mondo 2007.
Quattro anni più tardi la Russia si qualificò alla Coppa del Mondo 2011 e, una seconda volta, alla Coppa del Mondo 2019.
Le nazionali nate dopo lo scioglimento dell'URSS, e attive nelle competizioni internazionali ufficiali, sono:

### Nazionali Rugby Europe
- Armenia
- Azerbaigian
- Estonia
- Georgia
- Lettonia
- Lituania
- Moldavia
- Russia
- Ucraina

### Nazionali Asia Rugby
- Kazakistan
- Kirghizistan
- Uzbekistan